# Peritropha oligodrachma
Espèce
Peritropha oligodrachma est une espèce d'insectes lépidoptères (papillons) de la famille des Oecophoridae qui se rencontre dans presque toute l'Australie.

## Description
Peritropha oligodrachma a une envergure d'environ 20 mm. Sa larve se nourrit de feuilles d'Eucalyptus.